# Podłoże Todd-Hewitt
Podłoże Todd-Hewitt – pożywka mikrobiologiczna stosowana głównie do hodowli paciorkowców, zwłaszcza z grupy B - Streptococcus agalactiae oraz Streptococcus pyogenes. Znajduje zastosowanie w diagnostyce mikrobiologicznej, badaniach naukowych oraz przy produkcji szczepionek.

## Historia
Podłoże zostało opracowane w latach 30. XX wieku przez Arnolda Todda i Davida Hewitta. Początkowo służyło do badań nad wzrostem paciorkowców i produkcją streptolizyny. Z czasem znalazło szerokie zastosowanie w laboratoriach mikrobiologicznych.

## Skład
Standardowy skład podłoża Todd-Hewitt (w przeliczeniu na 1 litr wody):
- Enzymatyczny hydrolizat kazeiny
- Enzymatyczny hydrolizat mięsa wołowego
- Chlorek sodu (NaCl)
- Wodorofosforan sodu (Na2HPO4)
- Glukoza
- L-askorbinian sodu – opcjonalnie
- Agar – dla wersji stałej
- Woda destylowana
- pH podłoża powinno wynosić ok. 7,8 ± 0,2 (przy 25°C).

## Wersje i modyfikacje
- Todd-Hewitt agar – wersja stała podłoża z dodatkiem agaru.
- Podłoże Todd-Hewitt z antybiotykami – stosowane w selektywnej izolacji Streptococcus agalactiae z próbek klinicznych (np. z dodatkiem gentamycyny i kwasu nalidyksowego).

## Zastosowanie
Podłoże Todd-Hewitt jest szczególnie przydatne w:
- Hodowli i identyfikacji paciorkowców beta-hemolizujących.
- Testach na produkcję hemolizyn.
- Izolacji paciorkowców grupy B u kobiet w ciąży (badania przesiewowe).
- Przygotowywaniu inokulum do testów wrażliwości na antybiotyki.